# Grimpa-soques de Hoffmanns
El  grimpa-soques de Hoffmanns (Dendrocolaptes hoffmannsi) és una espècie d'ocell de la família dels furnàrids (Furnariidae) que habita la selva humida de l'oest amazònic del Brasil.